# توم شارب (لاعب كريكت)
توم شارب (7 نوفمبر 1977 في المملكة المتحدة - ) (بالإنجليزية: Tom Sharp)‏ هو لاعب كريكت بريطاني. لعب مع Cornwall County Cricket Club ‏.

## وصلات خارجية
- توم شارب على موقع إي آس بي آن كريك إنفو (الإنجليزية)